# NGC 6246A
NGC 6246A is een balkspiraalstelsel in het sterrenbeeld Draak. Het hemelobject werd op 28 juni 1886 ontdekt door de Amerikaanse astronoom Lewis A. Swift.

## Synoniemen
- UGC 10584
- MCG 9-27-101
- ZWG 276.50
- ZWG 277.7
- IRAS 16492+5528
- PGC 59090